# Sternoglyphus decorsei
Sternoglyphus decorsei är en skalbaggsart som beskrevs av Desbordes 1916. Sternoglyphus decorsei ingår i släktet Sternoglyphus och familjen stumpbaggar. Inga underarter finns listade i Catalogue of Life.